# Mathieu Richard
Mathieu Richard est un athlète de l'équipe de France de match racing. De nombreuses fois sur le podium du World Match Racing Tour depuis 2005, remportant 7 épreuves du circuit, notamment la Congressional Cup, la Nations Cup, la Bermuda Gold Cup. Il a été classé numéro 1 Mondial de match-racing, champion d’Europe et multiple champion de France. Il a également remporté 4 fois le Tour de France à la voile et été sacré champion du monde à 4 reprises dans diverses catégories.

## Palmarès

### Championnats du monde
- Troisième du World Match Racing Tour en 2015
- Deuxième du World Match Racing Tour en 2010
- Troisième du World Match Racing Tour en 2008
- Deuxième du World Match Racing Tour en 2007
- Champion du monde de Diam24 en 2018 avec Oman Sail
- Champion du monde de multicoque ORMA en 2006 avec Banque Populaire IV
- Champion du monde de Mumm 30 en 2005 en tant que tacticien
- Champion du monde de 420 par équipes en 1996

### Étapes du World Match Racing Tour
- Vainqueur du St-Moritz Match Race en 2008 et 2010
- Vainqueur du Korea Match Cup en 2010 et 2013
- Vainqueur du Match Race France (Marseille) en 2008 et 2010
- Vainqueur de la Bermuda Gold Cup en 2007
- Vainqueur de la Brasil Sailing Cup en 2007
- Vainqueur de la Nations Cup en 2006

### Autres
- Quatre fois vainqueur du Tour de France à la voile en 2002, 2004, 2008 et 2009
- Champion de France 420 en 1993
- Champion de France Optimist en 1989 et 1990

NB : tous les résultats sont issus de la "fiche régatier de Mathieu Richard" produite par la Fédération Française de Voile